# Fiat Multipla
Pour les articles homonymes, voir Fiat 600 Multipla.
La Fiat Multipla est un monospace commercialisé par le constructeur automobile italien Fiat, de 1998 à 2010.

## Historique

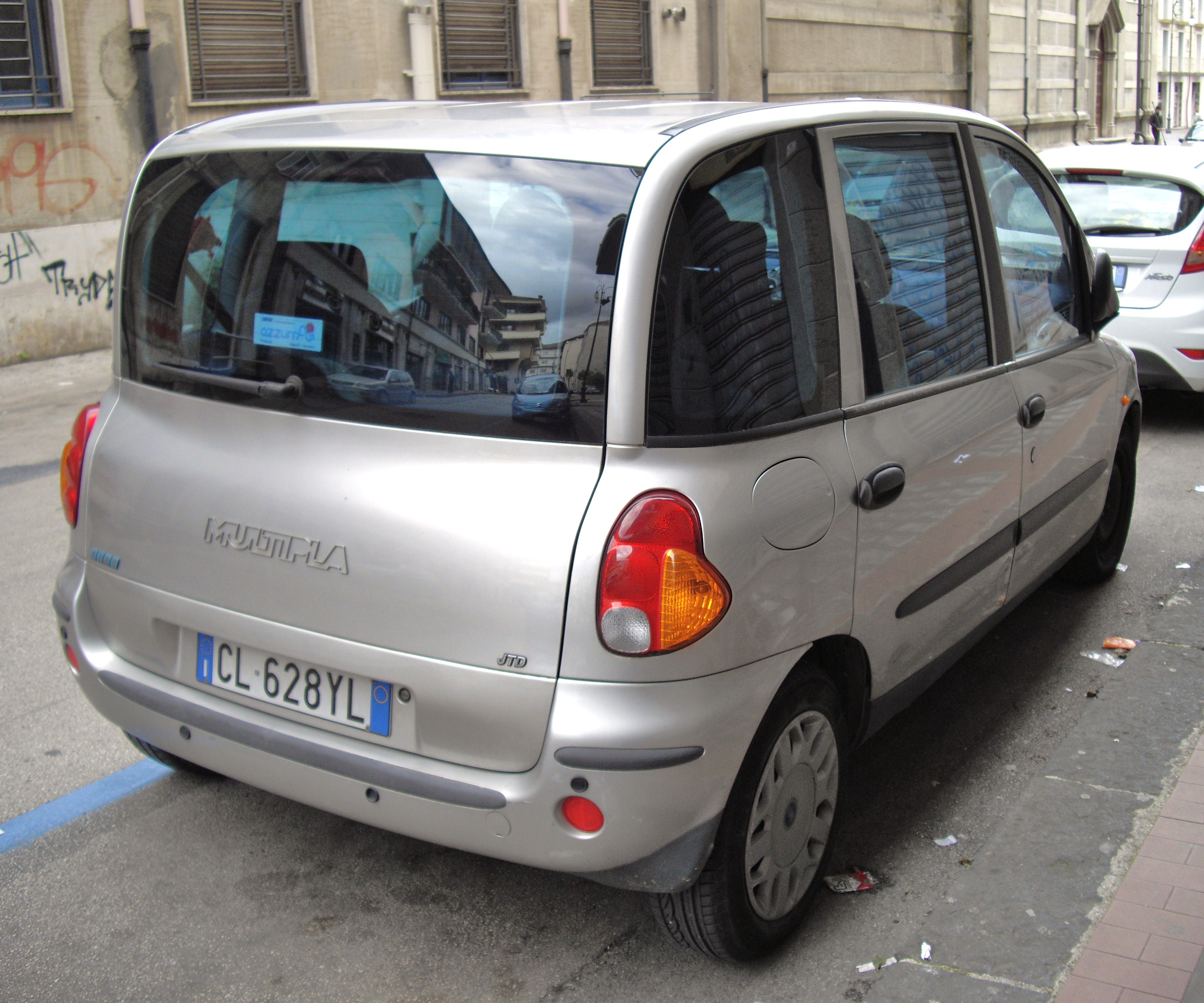
Fiat Multipla 1ère génération (Vue arrière).

Contrairement à son ancêtre qui reposait sur la base de la Fiat 600 et qui disposait de trois rangées de deux sièges, la Multipla moderne (conçu par Roberto Giolito, aujourd'hui le directeur de FCA Heritage) adopte une disposition originale avec trois sièges avant et trois sièges arrière, une disposition reprise par le Honda FR-V commercialisé en 2004.
Le design de Giolito innove en déplaçant le levier de vitesses à portée de main sur le tableau de bord, ce qui permet de libérer la place centrale avant. Les six sièges sont en outre identiques, assurant le même niveau de confort à tous les occupants.
Présenté tout d'abord comme un concept-car très bien accueilli, et même largement salué par la communauté du design, la Multipla entrera en production dans un respect quasi parfait de l'esthétique du concept-car, une démarche partagée par Renault pour la Renault Avantime. 

Cette attitude radicale mais risquée a entraîné des réactions contrastées chez les clients, adhésion enthousiaste ou rejet total.
Son design extérieur a été beaucoup décrié,, ce qui explique qu'il ne se soit bien vendu qu'en Italie où il fut le monospace compact le plus vendu en 2002.

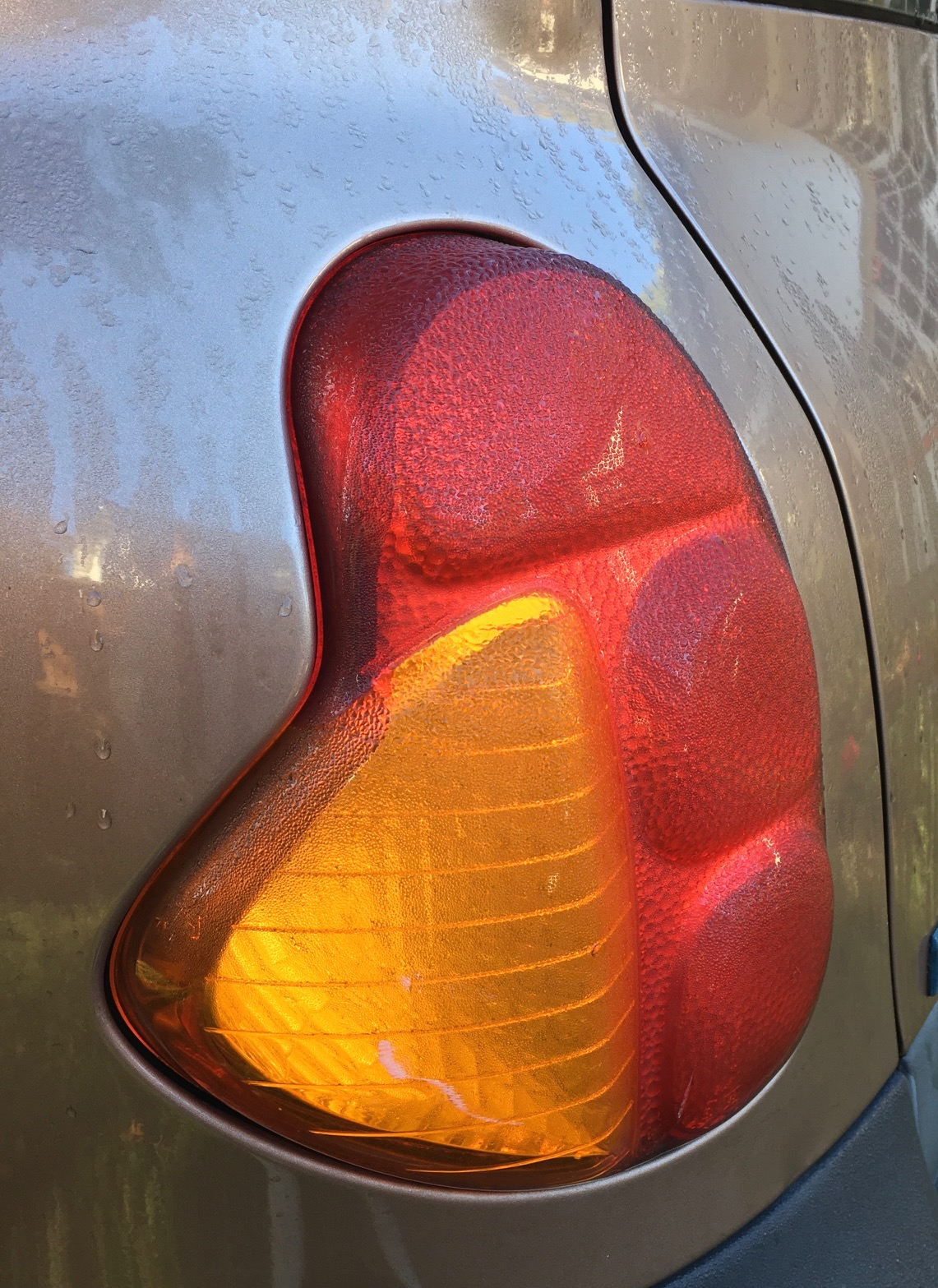
Détail du feu arrière - Fiat Multipla Phase 1.

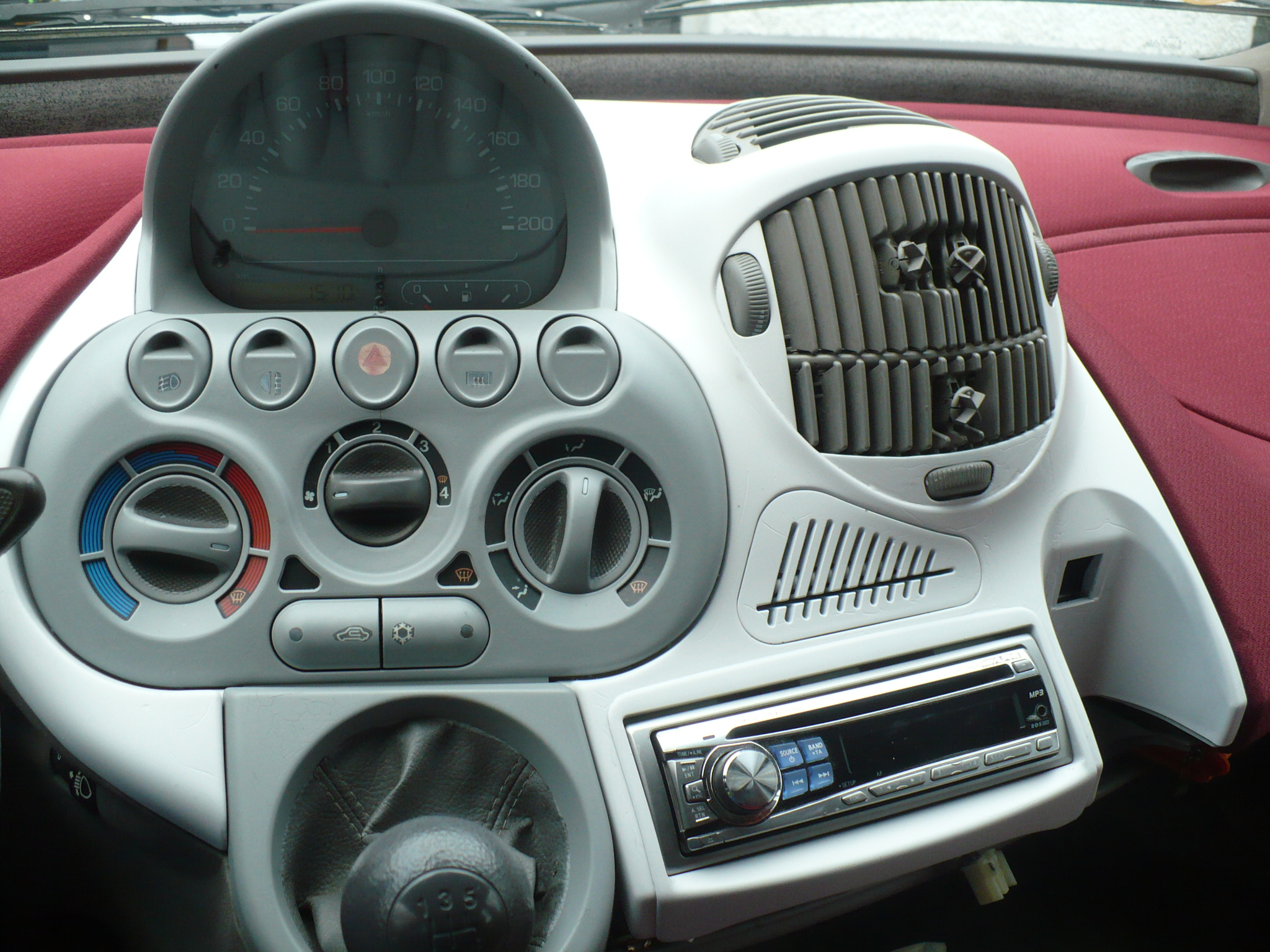
Détail de la console centrale - Fiat Multipla Phase 1.

La Multipla jouit d'un comportement routier qui fait référence dans la catégorie, avec peu de roulis en virage. Il dispose d'un coffre de 430 litres allant jusqu'à 1 900 litres avec la rangée de sièges arrière retirée. Sa finition demeure très en retrait par rapport à la concurrence bien qu'elle ait été un peu améliorée tout au long de sa carrière.

Malgré les commentaires ironiques qui lui vaudront une image tenace d'échec commercial, la Fiat Multipla atteindra un volume de ventes supérieur à 350 000 exemplaires, un niveau tout à fait respectable.

La production devra d'ailleurs être revue à la hausse dès 1999 pour faire face à l'engouement des amateurs de son esthétique particulière.

Le restylage de 2004, par contre, se soldera par un échec commercial, à la fois car la Multipla y perdra sa très forte personnalité mais aussi parce que le marché des monospaces commençait à muter vers celui des SUV.

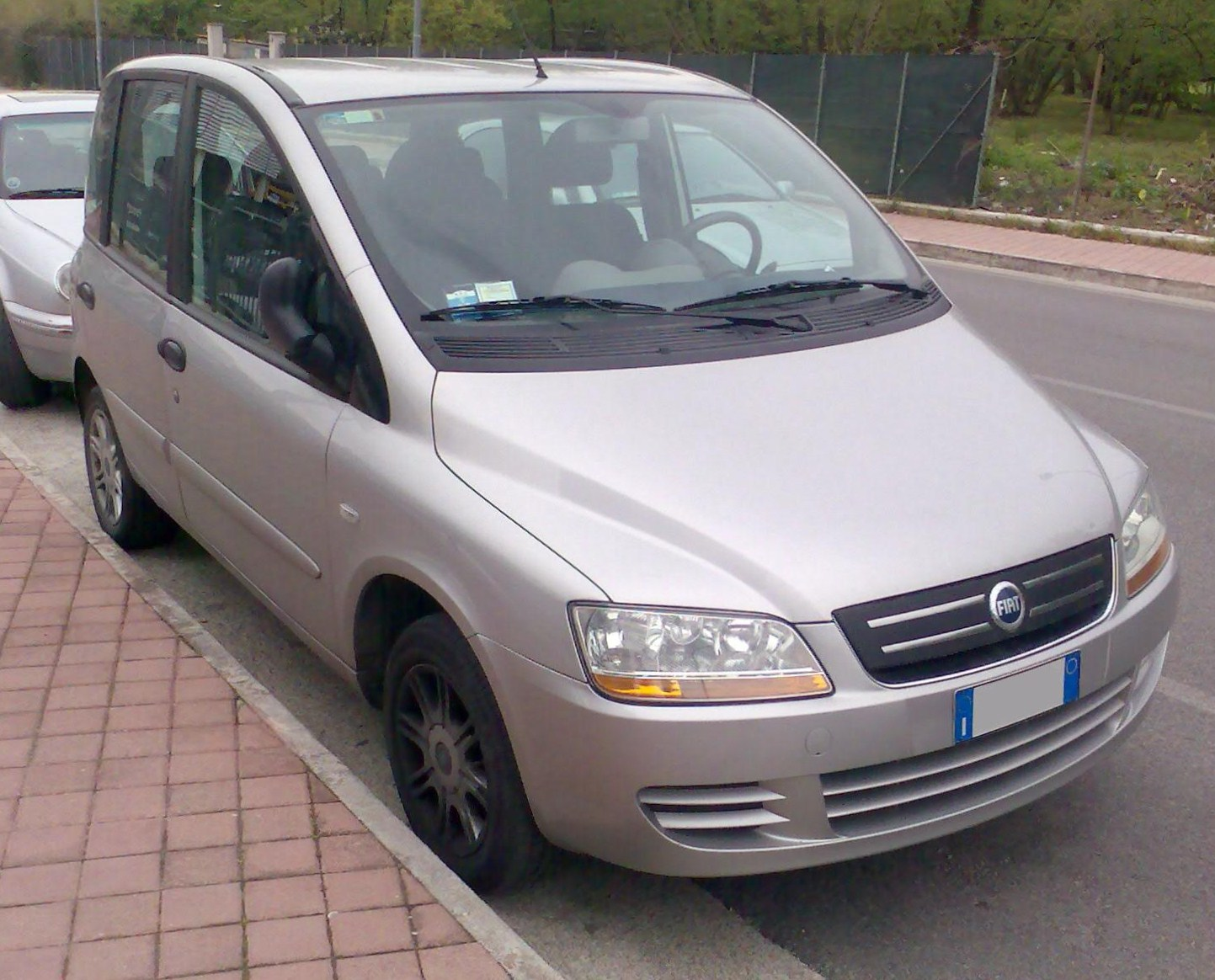
Fiat Multipla II

La face avant a été modifiée lors d'un profond restylage en 2004, les équipes marketing l'ayant désignée comme responsable des ventes insuffisantes. Après un rebond temporaire, la chute des ventes s'amplifia, le modèle s'étant fondu dans l'esthétique banalisée d'un utilitaire malgré une motorisation plus performante et des finitions de meilleur niveau.

La production de ce modèle s'est arrêtée en décembre 2010. Il est remplacé en 2012 par la Fiat 500L Living, un autre design de Giolito et un nouveau monospace construit dans l'usine serbe (ex Zastava) de Kragujevac.

## Motorisations
| Motorisations                  | 1,6 L 16v              | 1,6 L 16v Natural Power (GNV) | 1,9 L JTD 105          | 1,9 L JTD 110          | 1,9 L JTD 115          | 1,9 L JTD 120          |
| ------------------------------ | ---------------------- | ----------------------------- | ---------------------- | ---------------------- | ---------------------- | ---------------------- |
| Type                           | 4 cylindres en ligne   | 4 cylindres en ligne          | 4 cylindres en ligne   | 4 cylindres en ligne   | 4 cylindres en ligne   | 4 cylindres en ligne   |
| Cylindrée (cm3)                | 1 596                  | 1 581                         | 1 910                  | 1 910                  | 1 910                  | 1 910                  |
| Puissance maxi. (ch. à tr/min) | 92 ch à 5 750 tr/min   | 103 ch à 5 750 tr/min         | 105 ch à 4 000 tr/min  | 110 ch à 4 000 tr/min  | 115 ch à 4 000 tr/min  | 120 ch à 4 000 tr/min  |
| Couple maxi. (N m à tr/min)    | 130 N m à 4 000 tr/min | 144 N m à 4 000 tr/min        | 200 N m à 1 500 tr/min | 200 N m à 1 500 tr/min | 203 N m à 1 500 tr/min | 206 N m à 1 450 tr/min |
| Boîte de vitesses              | Manuelle à 5 rapports  | Manuelle à 5 rapports         | Manuelle à 5 rapports  | Manuelle à 5 rapports  | Manuelle à 5 rapports  | Manuelle à 5 rapports  |
| Transmission                   | Traction               | Traction                      | Traction               | Traction               | Traction               | Traction               |
| 0 à 100 km/h (s)               | 16                     | 12,6                          | 12,4                   | 12,2                   | 12,2                   | 12,1                   |
| Vitesse maxi. (km/h)           | 157                    | 170                           | 170                    | 170                    | 176                    | 178                    |
| Consommations (L/100 km) Mixte | 8,8                    | 8,6                           | 6,4                    | 6,4                    | 6,4                    | 6,5                    |
| Émissions de CO2 (g/km)        | 167                    | 205                           | 170                    | 170                    | 170                    | 173                    |
| Années de production           | 1999 - 2008            | 2005 - 2008                   | 01/99 à 01/01          | 01/01 à 05/02          | 05/02 à 09/05          | 09/05 à fin            |

## Niveaux d'équipement

### Janvier 1999 à juin 2003[5]

#### SX
Principaux équipements :
- Vitres avant électriques
- Airbags conducteur
- Volant et siège conducteur réglable en hauteur

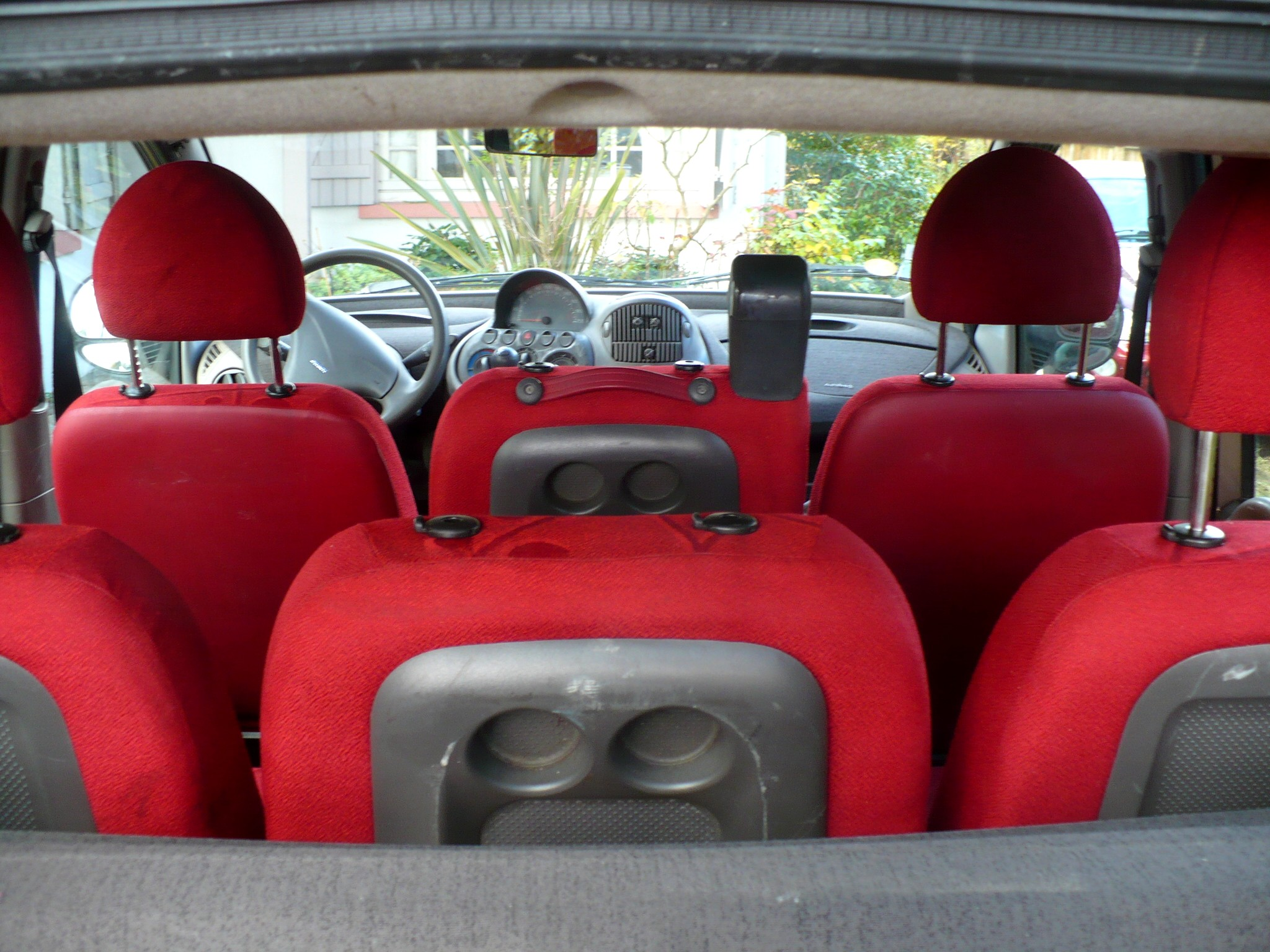
disposition des 6 sièges - Fiat Multipla Phase 1.

- Condamnation centralisée
- Radio
- Direction assistée
- Freinage ABS

#### ELX
En plus de la finition SX:
- Commande de portes à distance
- Climatisation
- Feux anti-brouillard
- Radar de recul
- Roues en aluminium
- Vitres teintées
- Lecteur CD (à partir de mai 2002)

#### Séries spéciales
- Estivale (mars 2000: SX + climatisation)
- Steel (janvier 2001: SX avec lecteur de CD, siège arrière central coulissant et climatisation)

### Après juin 2003

#### Active (jusqu'en juin 2005)[5]
Principaux équipements :
- Freinage ABS
- 4 airbags
- Radio-cassettes
- Vitres avant électriques
- Fermeture centralisée

#### Class
Principaux équipements :
- Vitres avant électriques (séquentielle côté conducteur)
- Airbags conducteur et passager
- Airbags latéraux avant
- Antidémarrage activé par clé
- Ordinateur de bord
- Climatisation manuelle
- Volant réglable en hauteur
- Condamnation centralisée avec commande à distance
- Rétroviseurs à réglages électriques et dégivrant Rabattable électriquement
- Système radio fiat (6 haut-parleurs - RDS - radio/lecteur CD)
- Direction assistée avec assistance électrique
- ABS à répartiteur électronique EBD

#### Emotion
Principaux équipements en plus de la finition Class :
- Vitres arrière électriques
- Radar de recul
- Climatisation automatique
- Volant cuir avec commandes de la radio
- Feux antibrouillard
- Roues en alliage 15 pouces
- Levier de vitesse gainé de cuir

#### Séries spéciales
- Cinecittà I (juin 2005: lecteur de DVD, barres de toit, filet de coffre, système Bluetooth)
- Cinecittà II (septembre 2005: lecteur de DVD, radar de recul)
- Design Collezione avril (2006)
- Hobby (2007)

## Sécurité
Le Fiat Multipla a obtenu trois étoiles aux crash-tests Euro NCAP.
- Note totale : 3/5
- Chocs frontaux : 19 % de réussite
- Chocs latéraux : 89 % de réussite
- Protection des piétons : 2/4

## Versions chinoises"Fiat Multiplan"etM300

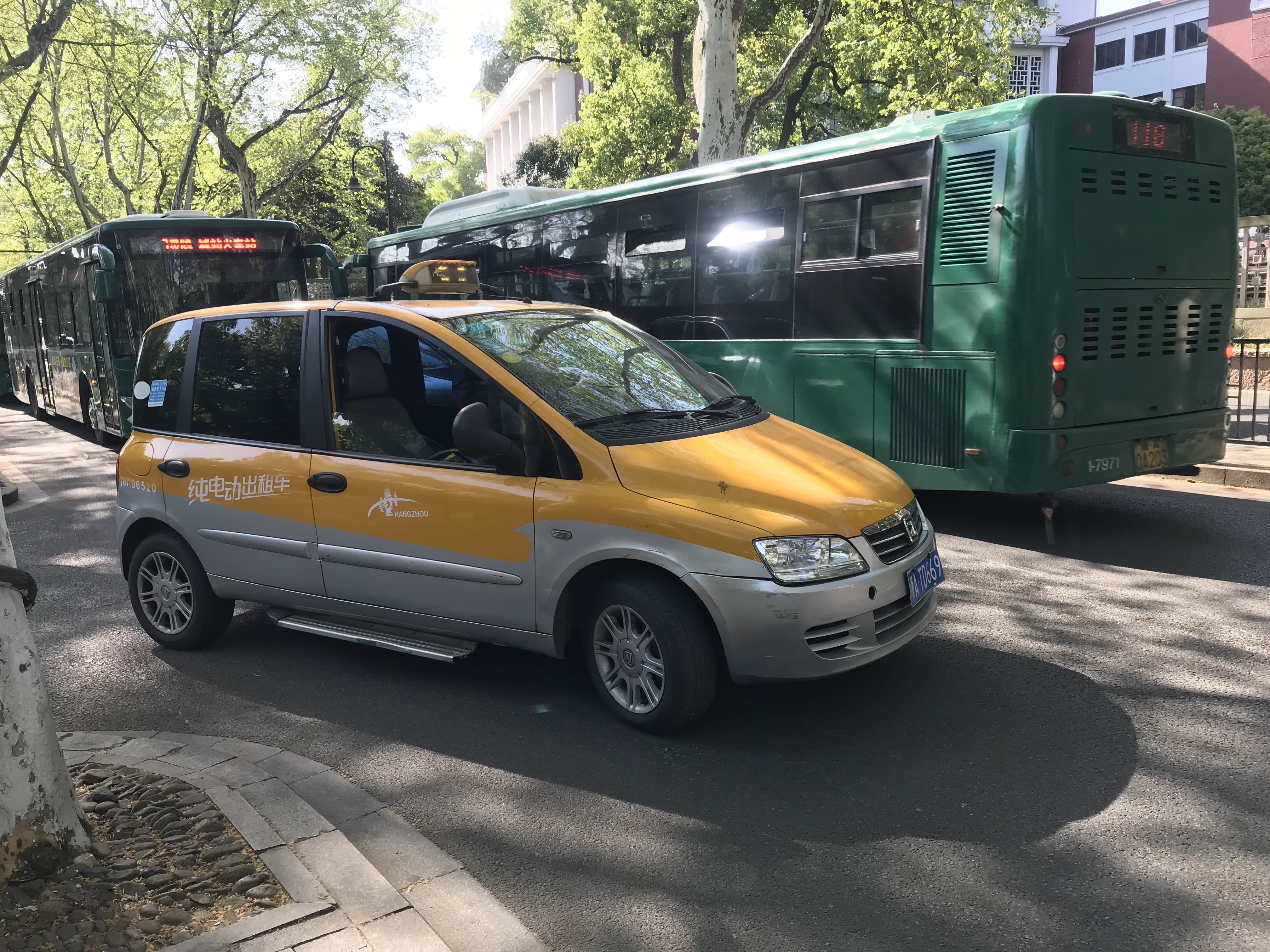
Un Zotye M300 EV utilisé comme taxi à Hangzhou.

Le constructeur chinois Zotye a négocié avec Fiat Auto l'achat de licences et d'outillages pour fabriquer en Chine des modèles du constructeur italien, notamment le Fiat Multipla 2 qu'il rebaptise « Multiplan ». Le modèle sera produit dans un premier temps à partir d'éléments en CKD entre 2008 et 2010 dans son usine de Changshan.
À partir du mois d'octobre 2010, après l'arrêt de la production en Italie, Zotye a commencé à construire intégralement la version Multipla 2 en utilisant des éléments fabriqués localement afin de réduire les coûts, la nouvelle version est appelée « Langyue » en Chine. Le prix de vente est ainsi passé d'environ 150 000 yuans à moins de 90 000, selon la finition choisie.
Ce sont 25 036 exemplaires qui ont été produits par Zotye entre 2010 et 2013, dont une version électrique M300EV en 220 exemplaires en 2013. La production prendra fin en 2013. Le nombre d'exemplaires assemblé en CKD n'est pas connu mais il devrait être proche de 25 000 exemplaires.

## Projet 1000tipla de Vilebrequin

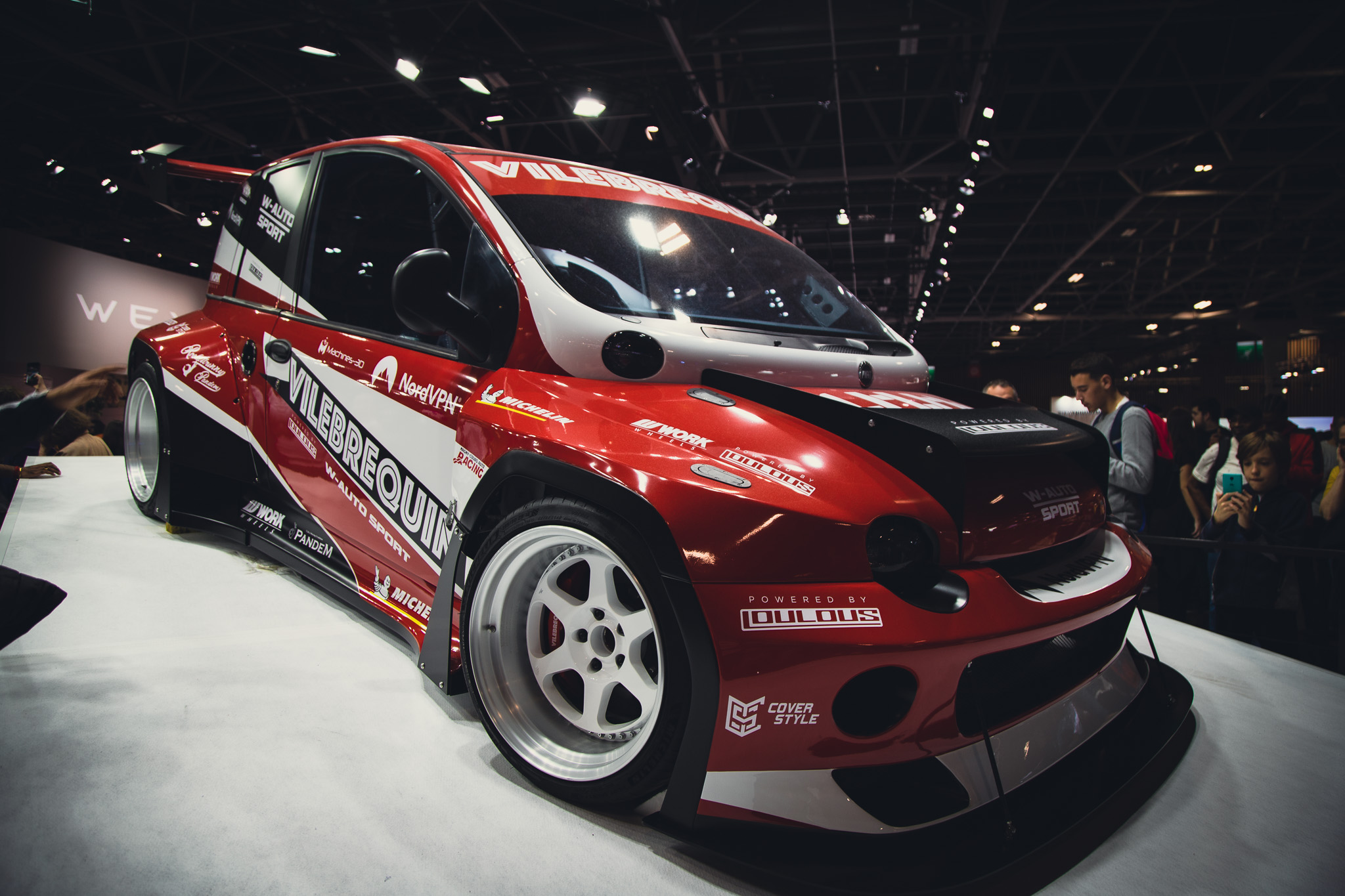
Fiat 1000tipla de Vilebrequin, au Mondial de l'Automobile de Paris 2022.

Le 24 septembre 2020, Sylvain Levy et Pierre Chabrier, à l'origine de la chaîne YouTube Vilebrequin, centrée autour de l'automobile, annoncent leur projet de faire dépasser à une Fiat Multipla la barre des 1 000 chevaux. Le projet est alors nommé 1000tipla.
La base est une Multipla JTD, dont le kilométrage dépasse les 300 000 kilomètres, que les deux vidéastes ont achetée en 2018 pour le tournage d'un essai. Avant le projet, le véhicule a subi diverses modifications cosmétiques ainsi qu'une reprogrammation. Le véhicule portait alors, ironiquement, le nom de MultiplAMG.
Le projet du 1000tipla, basé sur un dessin de Robin Dourfer, est financé à l'aide d'une cagnotte en ligne sur la plateforme KissKissBankBank. Le lancement de la cagnotte est un succès : 300 000 € sont récoltés en 24 h, battant le record d'Europe de collecte de fonds sur cette durée. Finalement, ce sont plus d'un million d'euros qui sont récoltés avec la cagnotte, dépassant le but initial des 50 000 euros demandés et déjà déboursés par les vidéastes.
Avant l'annonce de la cagnotte est annoncé l'achat d'un véhicule « donneur » et l'argent de la cagnotte va financer la modification du moteur du nouveau véhicule, afin d'atteindre l'objectif de 1 000 chevaux. Il s'agit d'une Chevrolet Corvette C7 Z06 importée et normalement destinée à la casse.
La transformation du véhicule est assurée par le préparateur automobile W-Autosport, basé sur le Circuit de Nevers Magny-Cours, et la création du kit carrosserie par le designer japonais Kei Miura,,. Le 7 juillet 2022, la chaîne annonce un partenariat majeur avec Michelin. Le projet prend alors le nom de 1000tipla by Michelin. Cette annonce provoque le mécontentement d'une partie de la communauté des fans de la chaîne YouTube, ceux-ci voyant d'un mauvais œil l'arrivée du fabricant de pneumatiques en tant que partenaire dominant et le changement de livrée du véhicule occasionné par ce partenariat. Le 13 octobre, le duo annonce un changement de livrée, plus proche de celle prévue à l'origine.
Sa première présentation publique a lieu au Mondial de l'Automobile de Paris 2022.
Le 23 février 2023, la puissance du véhicule est dévoilée, totalisant 1294 chevaux et 1 581 Nm de couple,. Le 7 juin 2023, la vitesse maximale du 1000tipla (292,6 Km/h) est atteinte sur le circuit des 24 Heures du Mans dans la ligne droite des Hunaudières, au cours d'une présentation publique du véhicule par le duo.
Lors de la séparation du duo Vilbrequin en décembre 2023, il était alors question d'exposer le 1000tipla dans un musée, sans toutefois préciser lequel. Le sort du véhicule reste inconnu jusqu'au 16 août 2024, où Sylvain Levy le montre rouler sur le Circuit de Nevers Magny-Cours, débarrassé de sa livrée et simplement peint en blanc.
Dans sa vidéo sur l'affaire publiée le lendemain, Pierre Chabrier dit avoir à l'époque accepté la proposition de l'Espace Automobiles Matra d'exposer le véhicule le temps que les deux vidéastes règlent leurs différends à l'amiable, mais annonce que Sylvain a racheté le 1000tipla sans son accord et de s'en être accaparé, à un prix qu'il juge bien inférieur au prix réel du véhicule. Le 9 janvier 2025, dans sa vidéo de réponse à Pierre, Sylvain annonce avoir effectivement racheté le 1000tipla à leur entreprise, mais sans avoir eu légalement besoin de l'accord de son ex-associé (les deux ayant les mêmes pouvoirs au sein de l'entreprise), et évoque un prix d'achat de 132.000 €, évalué par un expert. Il craignait que Pierre ne rachète le véhicule avant lui, ce qui lui aurait permis de l'exposer dans son nouveau concept de bar-garage, baptisé Racebox, et ainsi d'attirer du public, tandis que le souhait du Ligérien était de faire rouler le 1000tipla. 